# Oliveira do Hospital (freguesia)
Oliveira do Hospital is een plaats (freguesia) in de Portugese gemeente Oliveira do Hospital en telt 4390 inwoners (2001).